# Molly Ringwald
Molly Kathleen Ringwald, född 18 februari 1968 i Roseville, Kalifornien, är en amerikansk skådespelare.

## Biografi
Ringwald var framförallt populär under 1980-talet och hade huvudrollen i flera av John Hughes filmer, bland annat Födelsedagen (1984), Breakfast Club (1985) och Pretty in Pink (1986). Hon är en av skådespelarna som utgjorde "Brat Pack".

### Familj
Hon var gift med den franske författaren Valery Lameignere åren 1999-2002. År 2007 gifte hon om sig med Panio Gianopoulos, en grekisk-amerikansk författare och redaktör. De har en dotter född 2003 och tvillingar födda 2009.

## Filmografi i urval
- 1979–1980 – Diff'rent Strokes (TV-serie) (två avsnitt)
- 1979–1980 – The Facts of Life (TV-serie) (14 avsnitt)
- 1982 – Stormen
- 1983 – Spacehunter - Uppdrag i den förbjudna zonen
- 1984 – Födelsedagen
- 1985 – Breakfast Club
- 1986 – Pretty in Pink
- 1987 – Galen i Randy
- 1987 – King Lear
- 1988 – For Keeps
- 1988 – För dina röda läppars skull
- 1990 – Betsys bröllop
- 1994 – Pestens tid (TV-miniserie)
- 1997 – Office Killer
- 1999 – Killing Mrs. Tingle
- 2000 – Cut
- 2001 – Not Another Teen Movie
- 2008–2013 – The Secret Life of the American Teenager (TV-serie) (96 avsnitt)
- 2015 – Jem and the Holograms
- 2016 – King Cobra
- 2017 – Riverdale (TV-serie) (fyra avsnitt)